# Online Etymology Dictionary
Online Etymology Dictionary, noto anche come Etymonline, è un dizionario etimologico online della lingua inglese, scritto da Douglas Harper. 
Riporta l'origine ed evoluzione di oltre 50.000 parole della lingua inglese, compresi i termini tecnici e dello slang . La fonte principale dei dati è An Etymological Dictionary of Modern English di Ernest Weekley. Altre fonti comprendono il Middle English Dictionary, il Barnhart Dictionary of Etymology di Robert Barnhart, il  Comprehensive Etymological Dictionary of the English Language di Ernest Klein ed altri.
Nella redazione di questo vasto dizionario, Harper ha dichiarato di ritenersi per la maggior parte un compilatore e valutatore di ricerche etimologiche fatte da altri.

## Recensioni e valutazioni
Il catalogo "Arts and Humanities Community Resource" dell'Università di Oxford definisce l'Online Etymology Dictionary come "uno strumento eccellente per chi desidera conoscere l'origine delle parole". 
Una recensione del Chicago Tribune lo giudica "una delle migliori risorse per scegliere con discernimento la parola giusta".
È citato spesso negli articoli accademici ed è ritenuto un'ottima, per quanto non definitiva, opera di riferimento per l'etimologia della lingua inglese. 